# Ari Hjelm
Ari Juhani Hjelm, född 24 februari 1962 i Tammerfors, är en finländsk fotbollstränare och före detta spelare.
Hjelm spelade som anfallare i framförallt finska Ilves, men hade även sejourer i tyska Stuttgarter Kickers och FC St. Pauli. Hjelm avslutade senare karriären i HJK.
I det finska landslaget spelade Hjelm 100 matcher, vilket var rekord ända tills 2006 då Jari Litmanen slog det. Han är även en av Finlands bästa målskyttar med 20 gjorda mål.
Han är far till Jonne Hjelm, som även han är fotbollsspelare.

## Meriter

### Som spelare
- Tipsligan: 1983
- Finlands cup: 1990, 1996
- Årets fotbollsspelare i Finland: 1987

### Som tränare
- Tipsligan: 2001, 2006, 2007
- Finlands cup: 2007
- Finska Ligacupen: 2009